# Tomás Cranmer
Tomás Cranmer (Aslockton, 2 de julho de 1489 — Oxford, 21 de março de 1556) foi um dos líderes da Reforma Inglesa e Arcebispo de Cantuária durante os reinados de Henrique VIII, Eduardo VI e brevemente Maria I. Cranmer ajudou a construir o caso para a anulação do casamento de Henrique com Catarina de Aragão, que foi uma das causas da separação da Igreja Anglicana da união com a Igreja Católica. Junto com Tomás Cromwell, ele apoiava o princípio da Supremacia Real, em que o rei era considerado o soberano da igreja em seu reino.
Durante seu período como arcebispo, foi responsável por estabelecer as primeiras estruturas doutrinais e litúrgicas da reformada Igreja da Inglaterra. Durante o reinado de Henrique, Cranmer não fez muitas mudanças radicais na igreja por causa das disputas de poder entre os conservadores e reformistas religiosos. Entretanto, ele conseguiu publicar o primeiro vernáculo autorizado, a Exortação e Ladainha.
Quando Eduardo chegou ao trono, Cranmer conseguiu promover grandes reformas. Ele escreveu e compilou as duas primeiras edições do Livro de Oração Comum, uma liturgia completa para a Igreja Anglicana. Com a ajuda de vários reformistas continentais que deu refúgio, ele desenvolveu novos padrões doutrinais em áreas como a eucaristia, celibato clerical, o papel das imagens em locais de culto e a veneração dos santos. Cranmer promulgou novas doutrinas através do Livro de Oração, das homílias e outras publicações.

## Primeiros anos (1489–1533)
Cranmer nasceu em 1489 em Aslockton, próxima a Nottingham. Seus pais, Thomas e Agnes (Hatfield) Cranmer, eram de nível social humilde e possuíam bens o suficiente apenas para sustentar o filho mais velho até suas mortes. Devido à falta de terras, o jovem Tomás, ainda em fase escolar, e seu irmão mais novo foram iniciados nos serviços religiosos.
Uma praga forçou Cranmer a se mudar de Cambridge para Essex. Aí ele chamou a atenção do Rei Henrique VIII, que hospedara-se nas proximidades. O Rei e seus conselheiros encontraram em Cranmer um desejoso advogado para defender a anulação do matrimônio de Henrique com Catarina de Aragão, envolvendo-se com o caso na qualidade de pesquisador. Ele e John Foxe compilaram a Collectanea Satis Copiosa em 1530, gerando precedente legal e histórico para casos como o de Henrique, permitindo ao Rei construir uma tese acadêmica que rompesse com Roma. Tomás foi enviado à embaixada inglesa de Roma em 1530, e em 1532 ele se tornou embaixador do Imperador Carlos V do Sacro Império Romano Germânico.
Cranmer conheceu sua segunda mulher, Margarete, durante o verão de 1532 em Nuremberga.

## Arcebispo por Henrique VIII (1533–1547)
Em janeiro de 1533, o Rei Henrique descobriu que Ana Bolena, a mulher que ele desejava desposar, estava grávida. Tal aumentou a urgência da anulação do casamento do Rei, fazendo-os casarem-se secretamente no final daquele mês.
Em 30 de março de 1533, Cranmer foi nomeado arcebispo de Cantuária, após a morte de William Warham. Cranmer foi escolhido por Henrique acreditar que ele apoiaria suas políticas e encontraria soluções para seus problemas. Essa indicação do Rei, apesar da recusa do Papa, demonstra o quanto Henrique já havia desistido em receber o consentimento de Roma para a anulação de seu matrimônio.
Cranmer trouxe consigo sua esposa, a alemã Margarete, quando se tornou arcebispo, mas manteve sua presença em sigilo para não tornar pública sua quebra do celibato clerical.
Em maio, Cranmer declarou o casamento de Henrique e Catarina anulado, e Ana Bolena sua esposa legal. Ao fazê-lo, Cranmer foi diretamente contra o comando do Papa. Em setembro, Ana deu à luz a segunda filha de Henrique, a Princesa Isabel. Cranmer foi o padrinho.
Sob a proteção de Henrique, Cranmer conseguiu dar seguimento à Reforma da Igreja inglesa, inclusos os Dez artigos, que representaram a pedra fundamental da liturgia anglicana.
Em 1538, ele condenou as visões de João Lambert ao negar a transubstanciação. Lambert foi queimado vivo, apesar de, posteriormente, Cranmer adotar suas percepções.
Cranmer também se opôs aos Seis artigos de Henrique VIII, que reafirmavam o celibato clerical.
À época da Dissolução dos Monastérios, foram cedidas a Cranmer várias ex-propriedades católicas.
Cranmer fora um grande admirador de Henrique e ante a morte do Rei declarou que nunca mais se barbearia, em sinal de luto.

## Arcebispo por Eduardo VI (1547–1553)
À morte de Henrique VIII, em 1547, Cranmer tornou-se um indispensável conselheiro do príncipe sucessor, Eduardo VI, o qual crescera sob a mentalidade protestante.
Durante o reinado de Eduardo, Cranmer terminou seu grande trabalho litúrgico, iniciado durante o reinado de Henrique. Ele produziu uma linguagem litúrgica inglesa de caráter protestante. o Livro da Oração Comum, como veio a ser conhecido, foi muito influenciado por teólogos continentais, como Pietro Martire Vermigli, Martin Bucer (ambos convidados e hospedados na Inglaterra por Cranmer) e Hermann de Wied (arcebispo de Colônia, cujo Consultatio foi de grande inspiração a Cranmer). Cranmer foi responsável pelas primeiras duas edições do Livro da Oração Comum. A primeira edição, de 1549, era relativamente conservadora em sua estrutura literária, se comparada à segunda edição, de 1552, essa mais radical, a qual critica e exclui uma série de ritos católicos, como o exorcismo e a tripla submersão do batismo. A atual versão oficial do Livro da Oração Comum da Igreja Anglicana foi produzido em 1662. Cranmer também encorajou a destruição de imagens, seguindo a ideologia de João Calvino e Zwingli.
Preocupado com a necessidade de boas preces protestantes e a falta de clérigos letrados, Cranmer compilou e escreveu o primeiro Livro de Homilias, bem como os Quarenta e dois artigos que resumem a doutrina anglicana. Essas obras, no geral, levaram a Igreja da Inglaterra numa direção mais protestante. Os Trinta e nove artigos, os quais foram baseados nos Quarenta e dois artigos e adotados durante o reinado de Isabel I de Inglaterra, ainda são reconhecidos como parte da herança anglicana à qual os clérigos do culto juram fidelidade.

## Últimos anos (1553–1556)
Eduardo VI morreu em 1553, para ser sucedido por sua meia-irmã Maria I de Inglaterra. Maria era filha de Henrique VIII e sua primeira esposa, Catarina de Aragão, uma princesa espanhola que a criou sob a fé católica. Em sintonia com suas crenças católicas, Maria I começou, tanto quanto lhe era possível, o processo de restauração da antiga religião, afetando o projeto levado a cabo durante toda a vida de Cranmer.
Primeiramente, ele foi acusado e condenado de traição por seu apoio a Jane Grey como Rainha, mas Maria poupou sua vida, resolvendo julgá-lo por heresia, mantendo-o preso até fevereiro de 1556, permanecendo Cranmer como arcebispo. Em novembro de 1554, o cardeal Reginald Pole foi a Inglaterra para restabelecer os laços do país com o catolicismo. Pole foi indicado como arcebispo de Cantuária em 1556. Entrementes, Cranmer, enfraquecido pelos mais de dois anos de prisão, declarou vários arrependimentos, reafirmando sua crença na transubstanciação e na supremacia papal– dizendo, posteriormente, que o fez a fim de evitar sua execução. Apesar disso, Cranmer foi sentenciado à morte pela fogueira.
De acordo com John Foxe, em 21 de março de 1556, Cranmer foi trazido em procissão à Igreja de Santa Maria, em Oxford, onde ele foi forçado a fazer uma declaração pública afirmando seu arrependimento. Em vez disso, Cranmer retirou sua declaração anterior de arrependimento e denunciou a doutrina da Igreja Católica e o Papa, dizendo: "E sobre o Papa, eu o recuso, como inimigo de Cristo e Anticristo, com toda sua falsa doutrina." Após isso, Cranmer foi executado na fogueira.
Encontra-se sepultado em Martyrs' Memorial, Oxford, Oxfordshire na Inglaterra.